# Electra Havemeyer Webb
Pour les articles homonymes, voir Havemeyer.
Electra Havemeyer Webb, née le 16 août 1888 à Babylon (État de New York) et morte le 19 novembre 1960 à Burlington (Vermont), est une collectionneuse d'art américaine, notamment d'antiquités américaines, et fondatrice du Shelburne Museum. 

## Biographie
Electra Havemeyer naît le 16 août 1888. Elle est la plus jeune fille de Henry Osborne Havemeyer, président de l'American Sugar Refining Company (en), et de Louisine Elder Havemeyer. Elle a une sœur et un frère, plus âgés qu'elle : Adaline Havemeyer, qui épouse Peter H. B. Frelinghuysen (en), et Horace Havemeyer, qui épouse Doris Dick Havemeyer.
Elle fréquente la Spence School (en) et voyage avec sa famille dans l'Ouest américain, en France, en Italie, en Égypte, en Grèce et en Autriche. Elle ne fréquente pas l'université..
En 1910, elle se marie à James Watson Webb II (en) de la famille Vanderbilt à la l'église épiscopalienne Saint-Barthélemy de Manhattan. Ils ont cinq enfants,, dont James Watson Webb Jr. (en).
Pendant la Première Guerre mondiale, Electra Webb est conductrice d'ambulance à New York et est nommée sous-directrice de l'American Red Cross Motor Corps (en). Durant la Seconde Guerre mondiale, en 1942, elle rejoint la Civilian Defense Volunteer Organization et dirige le Centre de défense civil (en) du Pershing Square et sa banque de sang.
Electra Webb meurt le 19 novembre 1960 à l'hôpital Mary Fletcher (en) de Burlington, dans le Vermont.

## Carrière

### Collection
Alors qu'elle passe son enfance avec de nombreuses œuvres européennes et asiatiques, dont la collection de plus de vingt œuvres impressionnistes de ses parents, Electra Havemeyer constitue sa propre collection, avec des objets bien différents. Elle décore ainsi une petite ferme rose (située sur une partie du domaine de sa belle-famille) de meubles et d'objets artisanaux simples de Nouvelle-Angleterre : des édredons, des meubles en érable moiré et des tapis crochetés. Bien qu'elle possède des moyens financiers importantes, la maison de campagne d'Electra Havemeyer dans le Vermont est modeste et confortable. Cette « Brick House » est un exemple de l'architecture du Colonial Revival (en). La maison reste possession de la famille Webb jusqu'en 2000, quand elle est acquise, avec sa collection, par le Shelburne Museum. Une campagne de 4,4 millions de dollars du musée permet de la restaurer. Depuis 2004, elle est ouverte au public sur réservation pour des visites guidées durant l'été.

### Shelburne Museum

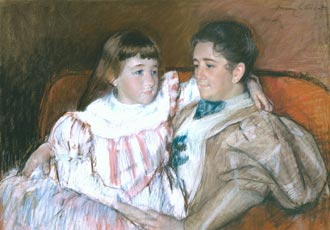
Louisine Havemeyer et sa fille Electra, Mary Cassatt, 1895, pastel sur papier. Collection du Shelburne Museum.

En 1947, Electra Webb crée le Shelburne Museum. Plutôt que de constituer une unique galerie pour sa collection, elle décide de créer une institution pour montrer sa « collection de collections », dans des reconstitutions de maisons américaines précoces et d'édifices publics (un general store, une maison d'assemblée, une cabane en rondins, un bateau à vapeur). Le musée entier reflète sa passion pour les arts et le design américain, au travers d'une variété d'objets. Le Shelburne Museum possède une des plus importantes collections d'Americana du monde.
Le Electra Havemeyer Webb Memorial Building (en) est construit après la mort de la fondatrice : il rassemble des œuvres de Monet, Manet et Degas, auparavant installées dans son appartement de Park Avenue. Dans le hall d'entrée est positionné un large pastel de Mary Cassatt représentant Electra Havemeyer enfant avec sa mère Louisine.

### Reconnaissance
En 1956, l'Université Yale accorde à Electra Webb un Master of Arts honoraire pour son rôle dans le domaine muséal. Elle est la cinquième femme reconnue de cette manière.